# RococoWorks
RococoWorks(로코코 워크스)는 일본의 비주얼 노벨 제작 브랜드였다. 히나타봇코, 카타하네 등으로 유명했던 Tarte의 주요 스태프들이 Tarte 브랜드가 폐지되면서 새로 설립하였다. Volume7이 데뷔작이다.
그러나 중개 그룹의 개발자금 횡령으로 인하여 심각한 자금사정 악화 및 신용 저하가 발생하여, 2011년 12월 31일부로 해체되었다.

## 작품 목록
- Volume7 : 2008년 10월 24일 출시
- airy[F]airy ~Easter of Sant'Ariccia~ : 2010년 1월 29일 출시
- 바니타스의 양 : 2011년 4월 22일 출시

## 주요 스태프
- 후에 : 원화 담당
- J-MENT : 시나리오 담당